# Star Cruises
 (octobre 2019).
Si vous disposez d'ouvrages ou d'articles de référence ou si vous connaissez des sites web de qualité traitant du thème abordé ici, merci de compléter l'article en donnant les références utiles à sa vérifiabilité et en les liant à la section « Notes et références ».
La Star Cruises est une compagnie de croisière basée en Chine. Elle a été créée en 1993 comme une filiale de Genting Group. Après la faillite en 2022, la marque a été relancée a StarCruises.

## Flotte

### Flotte actuelle
Cette compagnie de croisière regroupe 4 paquebots :
- SuperStar Aquarius (ex-Dreamward, dannNorwegian Wind)) → 2022 Alang[3]
- SuperStar Gemini (ex-Norwegian Dream)) → 2022 Alang>ef>r

- Star Pisces (ex-Kalypso)
- The Taipan (ex-MegaStar Aries)

Deux navires ont été commandés en 2013 aux chantiers Meyer Werft, livrables en 2016 et 2017, mais ont finalement été livrés à Dream Cruises.

### Anciens navires
- SuperStar Virgo
- SuperStar Libra (ex-Seaward puis Norwegian Sea)
- Megastar Aries
- Megastar Taurus
- MegaStar Sagittarius
- MegaStar Capricorn
- SuperStar Europe
- SuperStar Aries
- SuperStar Taurus
- SuperStar Leo
- SuperStar Capricorn
- SuperStar Sagittarius
- SuperStar Scorpio
- Langkapuri Star Aquarius